# 张云鹏故居
张云鹏故居为位于中国江苏省镇江市京口区仓巷69号的一处近代民居建筑群，建于清末民初，主人张云鹏为民国时期镇江的著名中医和收藏家，现仍为其后人居住。故居坐北朝南，共分四进庭院，呈江南园林庭院式布局，其中亦保存有张云鹏所收藏的名人字画和古董文玩。2000年其保护性修缮曾获得联合国教科文组织亚太地区文化遗产保护杰出项目奖。